# Гонсало Фернандес (граф Кастилії)
Гонсало Фернандес (ісп. Gonzalo Fernández; пом. після 932) — граф Бургоса (бл. 899—915) і граф Кастилії (бл. 912—915). Засновник династії Лара.

## Життєпис
Був сином графа Фернандо Нуньєса та його дружини Гутіни Діас. Його молодшим братом, імовірно, був Нуньйо Фернандес. Вперше Гонсало Фернандес згадується в дарувальній хартії монастирю Сан-Педро-де-Карденья, датованій 1 березня 899 року. В ній він уже названий графом Бургоса. 902 року граф заклав фортецю Лара (сучасний Лара-де-лос-Інфантос), а близько 909 року, після того як Муньйо Нуньєс підтримав заколот Гарсії Леонського проти Альфонсо III Великого, отримав від короля Астурії графство Кастилію. Невідомо, чи підтримав Гонсало Фернандес заколот синів Альфонсо III проти батька, але й під час розділу Королівства Астурія він зберіг за собою титул графа Кастилії.
Головним завданням графа як васала короля був захист східного кордону Леонського королівства від нападів маврів. Неможливо точно сказати, чи брав участь Гонсало Фернандес у військових походах до земель маврів, однак відомо, що за часів його правління територія графства значно збільшилась, а його південний кордон сягнув річки Арланси. Багато іспансько-християнських хронік відзначали як важливу подію заселення 912 року Гонсало Фернандесом Аси, Клунії та Сан-Естебан-де-Гормаса. Того ж року Гонсало Фернандес разом з графом Гонсало Тельєсом, заснував монастир Сан-Педро-де-Арланса, що у подальшому став одним з найбагатших і найвідоміших монастирів Кастилії.
Невідомо точно, коли і з якої причини Гонсало Фернандес втратив титул графа Кастилії. Остання хартія, що йменує його титулом графа Бургоса, належить до 1 серпня 914 року, а в хартії від 1 травня 915 року він востаннє титулований як граф Кастилії. Після цього Гонсало Фернандес перебував при дворі короля Леона Ордоньйо II. Там він згадувався як член ради знаті, що відбулась 920 року.
Про подальшу долю Гонсало Фернандеса точних відомостей немає. Остання хартія, в якій фігурує граф Гонсало Фернандес, належить до 932 року: в ній він згаданий як свідок, що поставив свій підпис під дарувальною короля Леону Раміро II.
Після того, як Гонсало Фернандес втратив графства Бургос і Кастилію, у нього залишилось тільки невелике графство Лара, управління яким за його відсутності взяла на себе його дружина, Муніадонна Рамірес. Вона була там опікункою свого сина Фернана Гонсалеса, який після досягнення повноліття, ще до смерті батька, сам став графом Лара, а згодом і графом Кастилії.

## Родина
Граф Гонсало Фернандес був (не пізніше 912 року) одружений з Муніадонною Рамірес (пом. 5 серпня 935 чи 938), походження якої точно не встановлено, втім, за найбільш авторитетними дослідженнями, була онукою короля Астурії Альфонсо III Великого. Від того шлюбу народились:
- Фернан Гонсалес (бл. 910 — січень 970) — граф Бургоса та Кастилії, граф Алави, Лантарону й Сересо
- Раміро (пом. після 28 січня 929)